# Åkeshov (metropolitana di Stoccolma)
Åkeshov è una stazione della metropolitana di Stoccolma.
È situata presso il quartiere di Norra Ängby, nella periferia occidentale della capitale svedese all'interno della circoscrizione di Bromma. La fermata di Åkeshov si trova fra le stazioni Brommaplan ed Ängbyplan, e nei giorni feriali rappresenta un capolinea della linea verde T17 sebbene il percorso dei binari continui verso ovest fino a Hässelby strand. Per questa ragione fanno qui tappa anche i treni della linea verde T19.
Fu ufficialmente aperta il 26 ottobre 1952, in concomitanza con l'inaugurazione del nuovo tratto fra Hötorget e Vällingby.
È geograficamente ubicata fra l'arteria stradale Bergslagsvägen e il castello Åkeshovs slott. La stazione, che dispone di due piattaforme, è stata progettata dall'architetto Peter Celsing mentre al suo interno è ospitata dal 1998 una scultura dell'artista Carl Fredrik Reuterswärd.
L'utilizzo medio quotidiano durante un normale giorno feriale è pari a 3.000 persone circa.
Presso la stazione, il 19 maggio 2003 uno squilibrato armato di una sbarra di ferro uccise una persona ferendone altre allo stesso tempo.

## Tempi di percorrenza
| Linea | Capolinea       | Tempo  | Stazione                             | Tempo                      |
| T17   | Skarpnäck       | 39 min | Alvik T-Centralen Gamla stan Slussen | 7 min 20 min 21 min 23 min |
| T19   | Hässelby strand | 12 min | Alvik T-Centralen Gamla stan Slussen | 7 min 20 min 21 min 23 min |
| T19   | Hagsätra        | 43 min | Alvik T-Centralen Gamla stan Slussen | 7 min 20 min 21 min 23 min |